# Α-桐酸
α-桐酸（英語：Alpha-Eleostearic acid，化学名：(9Z,11E,13E)-十八碳三烯酸，(9Z,11E,13E)-octadeca-9,11,13-trienoic acid）是一种ω−5十八碳三烯酸，分子式C18H30O2，存在于油桐（学名：Vernicia fordii）生产的桐油中。